# Östanskär och Arklo
Östanskär en Arklo (deel van) (Zweeds: Östanskär och Arklo (del av)) is een småort in de gemeente Sundsvall in het landschap Medelpad en de provincie Västernorrlands län in Zweden. Het småort heeft 89 inwoners (2005) en een oppervlakte van 37 hectare. Het småort bestaat uit de plaats Östanskär en een deel van de plaats Arklo.